# الهجرة التاريخية إلى بريطانيا العظمى
تتعلق الهجرة التاريخية إلى بريطانيا العظمى بحركة الناس والمجموعات الثقافية والإثنية إلى جزيرة بريطانيا العظمى قبل الاستقلال الأيرلندي في عام 1922. تناول الهجرة بعد الاستقلال الأيرلندي مقالُ الهجرة إلى المملكة المتحدة منذ الاستقلال الأيرلندي.
وصل الإنسان المعاصر إلى بريطانيا العظمى خلال العصر الحجري القديم، لكن حتى الغزو الروماني (في القرن الأول ق.م) لم يكن ثمة سجل تاريخي. مع سقوط الإمبراطورية الرومانية الغربية، هاجرت أعداد كبيرة من الناطقين بالجرمانية من القارة إلى الأجزاء الجنوبية من الجزيرة، ليُعرفوا بالأنجلوسكسونيين ويشكلوا إنجلترا في نهاية المطاف. بدءًا من من نهاية القرن الثامن الميلادي، بدأت عصابات من الفايكنج بالغزو واستقرت بعد ذلك. في عام 1066، نجح النورمان في السيطرة على إنجلترا، وفي السنوات اللاحقة، حدثت بعض الهجرة على نطاق ضيق إلى فرنسا. تضمن غيرهم من المهاجرين الأوروبيين الفلمنجيين والهوغونوتيين الفرنسيين. في القرن التاسع عشر، بدأت الهجرة من خارج أوروبا مع وصول الوافدين من المستعمرات البريطانية. بلغ إجمالي عدد السكان البريطانيين المولودين في الخارج 0.6% في عام 1851، و1.5% في عام 1901، والعديد منهم قادم من أوروبا الشرقية وروسيا.
استُخدمت دراسات الحمض النووي لتقدم سجلًا مباشرًا لآثار الهجرة على السكان.

## العصور القديمة

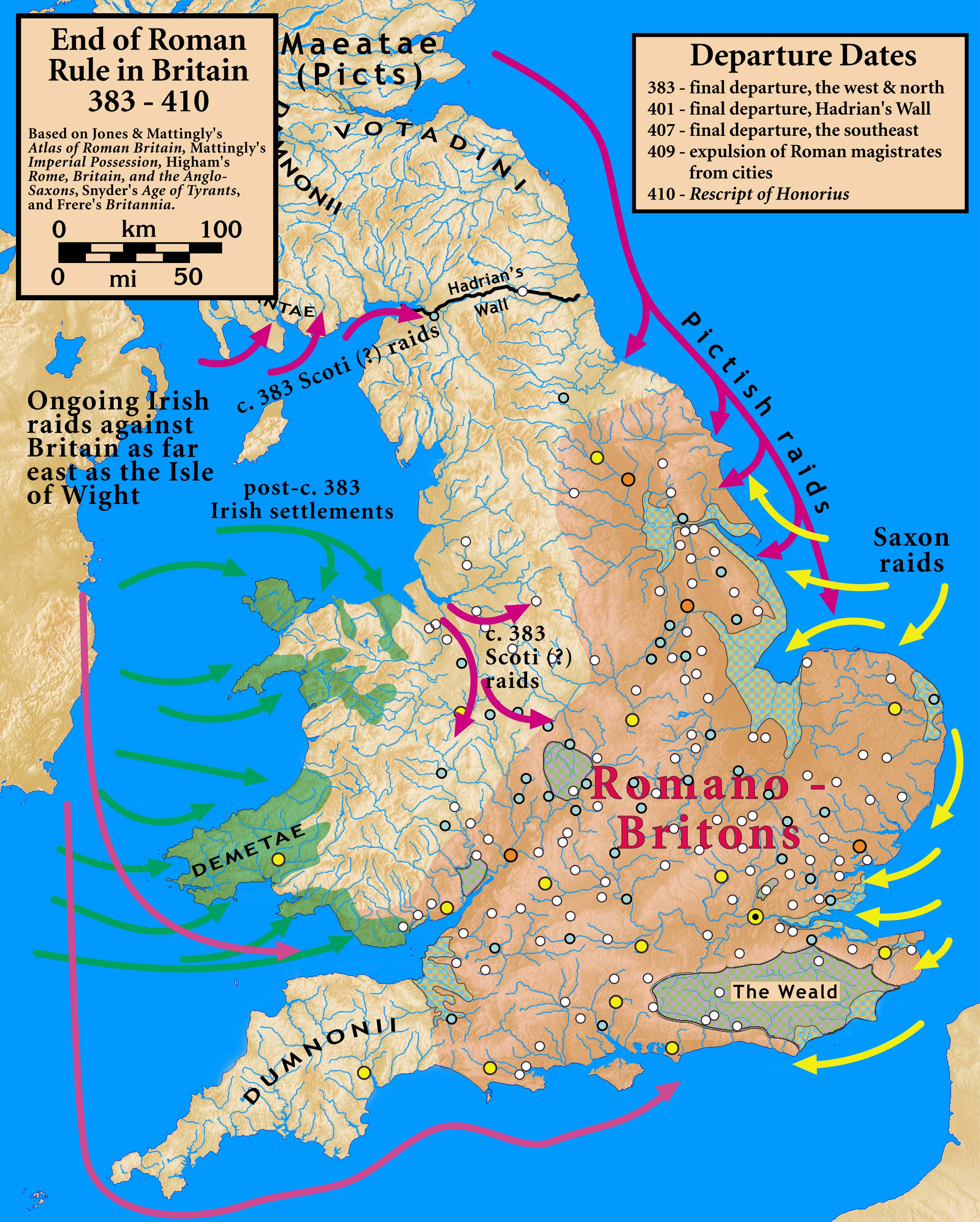
نهاية الحكم الروماني في بريطانيا، 383–410

### الإمبراطورية الرومانية
كان الغزو الروماني الأول لبريطانيا العظمى بقيادة يوليوس قيصر في عام 55 ق.م، والثاني بعد عامٍ في 54 ق.م. كان للرومان العديد من المؤيدين بين زعماء القبائل السلتية، الذين وافقوا على دفع الجزية لروما مقابل الحماية الرومانية. عاد الرومان في عام 43 بقيادة الإمبراطور كلاوديوس، ليبسطوا سيطرتهم هذه المرة، ويؤسسوا محافظة بريتانيا. لكونه حكمًا قمعيًا في البداية، أحكم القادة الجدد تدريجيًا قبضتهم على منطقتهم الجديدة التي امتدت في وقت ما من الساحل الجنوبي لإنجلترا إلى ويلز وبلغت من البُعد جنوب اسكتلندا.
خلال الاحتلال الروماني لبريطانيا الذي دام 367 عامًا، كان العديد من المستوطنين جنودًا مرابطين على البر الرئيسي. كان الاحتكاك المستمر مع روما وبقية أوروبا الرومانية من خلال التجارة والصناعة سببًا في تبني النخبة البريطونيين الأصليين أنفسهم الثقافة والعادات الرومانية، مثل اللغة اللاتينية، وإن كان التأثير ضعيفًا على الغالبية في الأرياف.
كانت العاصمة لندينيوم مدينة ذات تنوع إثني وسكان من مختلف أرجاء الإمبراطورية الرومانية، بما فيهم السكان الأصليين من بريتانيا وأوروبا القارية والشرق الأوسط وشمال إفريقيا. كان ثمة تنوع ثقافي أيضًا في المدن البريطانية الرومانية الأخرى، والذي دعمته الهجرة الكثيفة سواء من بريتانيا أو من الأراضي الرومانية الأخرى، بما فيها شمال إفريقيا وسوريا الرومانية وشرق البحر المتوسط وأوروبا القارية. من تعداد سكان بريطانيا الرومانية المُقدر بثلاثة ملايين، كان السكان المدنيون نحو 240.000 نسمة، وقُدر عدد سكان لندينيوم ب60.000 نسمة. مع ذلك، بعد أن توقفت بريتانيا عن كونها محافظة رومانية فاعلة، انهار العديد من المناطق الحضرية وانخفض تعداد السكان الإجمالي انخفاضًا ربما بلغ المليونين.

### الأيرلندية (القروسطية)
في القرن الخامس، بدأ القراصنة الأيرلنديون المعروفون باسم السكوتي بشن الغارات على شمال غرب بريطانيا من قاعدتهم في شمال شرق أيرلندا. بعد الانسحاب الروماني أسسوا مملكة دالريادا، المكافئة تقريبًا لأرجايل. عادة ما تُعتبر هذه الهجرة الوسيلة التي أُدخلت بها اللغة الأيرلندية البدائية إلى ما يُعرف اليوم باسكتلندا. مع ذلك، افتُرض أن اللغة ربما نُطق بها بالفعل في هذه المنطقة لقرون، بعد أن تطورت باعتبارها جزءًا من منطقة لغات الغويديليك الأكبر منها، وأنه كان ثمة القليل من الاستيطان الأيرلندي في هذه الفترة. قُدمت اقتراحات مشابهة عن مناطق من غرب ويلز، حيث وجود لغةٍ أيرلندية بائن. جادل آخرون بأن الحكاية التقليدية حول هجرة كبيرة، ولا سيما في حالة دالريادا، صحيحة على الأرجح.

### الأنجلوسكسونيين
استخدمت الإمبراطورية الرومانيةُ المرتزقةَ الجرمانيين (الفرنجة) في بلاد الغال وخُمن أنه بطريقة مشابهة، وصل المهاجرون الجرمانيون إلى بريطانيا تلبية لدعوة الطبقات الحاكمة البريطانية عند نهاية الفترة الرومانية. على الرغم من أن نزول هينجيست وهورسا (الأسطوري في الغالب) في كينت عام 449 يُعتبر تقليديًا بداية الهجرات الأنجلوسكسونية، فقد أظهرت الأدلة الأثرية أن الاستيطان الكبير في شرق أنجليا سبق ذلك بنحو نصف قرن.
كان جنوب شرق بريطانيا المنطقة الرئيسة للهجرات واسعة النطاق، وفي هذه المنطقة، أسماء المناطق ذات المنشأ السلتي واللاتيني قليلة للغاية. أظهرت الأدلة الجينية والنظيرية أن المستوطنين تضمنوا كلا الرجال والنساء، وكان العديد منهم من مكانة اجتماعية واقتصادية متدنية، وأن الهجرة استمرت على فترة مديدة ربما تُجاوز المئتي عام. اندمجت اللهجات المختلفة التي كان الوافدون الجدد ينطقون بها في النهاية حتى صارت الإنجليزية القديمة، سلفُ اللغة الإنجليزية المعاصرة.
في الفترة ما بعد الرومانية، شُهد التقسيم التقليدي للأنجلوسكسونيين إلى الأنجل والساكسون واليوت أول مرة في التاريخ الإكليركي للشعب الإنجليزي بقلم بيدا، ومع ذلك، أظهرت البحوث التاريخية والأثرية أن نطاقًا أوسع من الشعوب الجرمانية من فريزيا وسكسونيا السفلى ويوتلاند وربما جنوب السويد انتقلت إلى بريطانيا خلال هذه الفترة. شدد الباحثون على أن تبني الهويات الأنجلية والسكسونية واليوتية كان نتيجة لفترة لاحقة من التكوين الإثني.
عقب فترة الاستيطان، بدأت نخبة الأنجلوسكسونيين وممالكهم بالظهور، وعادة ما تُصنف هذه جمعًا تحت اسم الممالك السبعة لإنجلترا. رُبط تشكيل تلك الممالك بالمرحلة الثانية من التوسع الأنجلوسكسوني حيث بدأت كل من ممالك وسيكس ومرسيا ونورثمبريا فترات من غزو الأراضي البريطانية. من المرجح أن هذه الممالك أوَت أعدادًا كبيرةً من البريطونيين، ولا سيما عند حواشيها الغربية. وهذا ما جرى إثباته من خلال قوانين الملك إينه في أواخر القرن السابع، والتي أفردت بنودًا خاصة بالبريطونيين الذين كانوا يعيشون في وسيكس.

## القروسطية

### الفايكنج
أقدم تاريخ أُعطي لغزوة فايكنج لبريطانيا هو 789، وقتما هُوجمت بورتلاند وفقًا للوقائع الأنجلوسكسونية. يُرجع تقرير أكثر دقة التاريخ إلى الثامن من يونيو 793، وقتما نُهبت كلويستر وليندسفارن على أيدي بحارة أجانب. لحق بهؤلاء الغزاة، الذين امتدت حملاتهم فترة طويلة من القرن التاسع، جيوش ومستوطنون جلبوا ثقافة وعادات جدد مختلفة بجلاء عن المجتمع الأنجلوسكسوني السائد في جنوب بريطانيا. تشكلت الدينلو، التي تأسست عبر غزو الفايكنج لأجزاء كبيرة من منطقة النفوذ الثقافي الأنجلوسكسوني، نتيجة لمعاهدة ويدمور في أواخر القرن التاسع، بعد أن هزم ألفريد العظيم غوثروم الفايكنج في معركة إيثاندون. حكم إنجلترا بين عامي 1016 و1042 الملوك الدنماركيون. عقب ذلك، أعاد الأنجلوسكسونيون اكتساب السيطرة حتى عام 1066.